# Vágó Márta
Vágó Márta (Budapest, 1903. július 6. – Budapest, 1976. április 22.) magyar író, József Attila (1905–1937) szerelme, múzsája.

## Életpályája
Budapesten született Vágó József (1877–1948), a Pester Lloyd közgazdasági szakírója és Schermann Vilma gyermekeként, zsidó családban. Apai nagyszülei Weisz Mór és Holländer Janka, anyai nagyszülei Schermann Adolf (1842–1904) Budapest tiszti főorvosa és Schmalbach Leontine (1849–1893) voltak. Szemléletét a család baráti köre – Szende Pál, Kunfi Zsigmond, Mannheim Károly, Polányi Károly, Vámbéry Rusztem, Hatvany Lajos, Lesznai Anna – formálta. 1927-ben Heidelbergben tanult Karl Jaspers óráin. 1928-ban ismerkedett meg József Attilával, ősztől Londonban, majd Berlinben tanult. 1930. április 3-án férjhez ment Strelitzer Hugó zeneakadémiai tanárhoz. 1933-ban elvált, ekkor hazatért, és újra közeli kapcsolatba került József Attilával. Részt vett a Szép Szó szerkesztésében. Az 1940-es években a Magyar Csillag munkatársa volt. Írásai is megjelentek e két lapban. Ő hívta fel József Attila figyelmét a szociológia fontosságára. Levelezésük gazdag. 1942–43-ban megírta emlékezéseit, amely csak 1975-ben jelent meg könyvként.

## Művei
- József Attila (visszaemlékezések, 1975)